# Jorge Aizkorreta
Jorge Aizkorreta Jurado (6 de fevereiro de 1974) é um ex-futebolista profissional espanhol que atuava como goleiro.

## Carreira
Jorge Aizkorreta representou a Seleção Espanhola de Futebol, nas Olimpíadas de 1996. 